# 107
Het jaar 107 is het 7e jaar in de 2e eeuw volgens de christelijke jaartelling.

## Gebeurtenissen

### Italië
- In Rome ontvangt keizer Trajanus een gezantschap uit India.
- Trajanus geeft Apollodorus van Damascus de opdracht om met de bouw en inrichting van het Forum van Trajanus te beginnen.
- Trajanus splitst de Romeinse provincie Pannonia in twee delen, Pannonia Superior (westelijk deel) en Pannonia Inferior (oostelijk deel).

### China
- De Japanse prins Suishō stuurt als geschenk 160 slaven naar het Chinese hof.
- Eerste jaar met de yongchu periode van de Chinese Oostelijke Han-dynastie.